# Unterneukirchen
Unterneukirchen là một đô thị ở huyện Altötting bang Bayern nước Đức. Đô thị Unterneukirchen có diện tích 23,36 km², dân số thời điểm ngày 31 tháng 12 năm 2006 là 2949 người.